# Luigi Basile (politico 1869)
Luigi Basile (Benevento, 29 marzo 1869 – Benevento, 5 ottobre 1951) è stato un politico italiano.
Più volte consigliere provinciale di Benevento, fu sindaco di Benevento dal 1904 al 1905 e venne eletto deputato alla Camera del Regno d'Italia per due legislature (XXIV, XXV).